# Bryogomphus caribaeus
Bryogomphus caribaeus — вид лишайників, що належить до монотипового роду Bryogomphus з родини Pilocarpaceae.

## Поширення та середовище існування
Знайдений на Phyllogonium fulgens на Кубі.